# Rich Correll
Richard Thomas "Rich" Correll (nacido el 14 de mayo de 1948) es un actor, director, productor y guionista estadounidense.

## Vida y carrera
Nacido en Los Ángeles, Correll es hijo de Charles Correll, quien actuó como Andy Brown en el programa de radio Amos and Andy. Es hermano de Barbara Correll, Dottie Correll y Charles Correll, Jr. (quien trabajó en Animal House como director de fotografía y dirigió episodios de Without a Trace, CSI: Miami, CSI: Crime Scene Investigation, Beverly Hills, 90210, Melrose Place y Stargate SG-1).
Como actor infantil, Correll interpretó el papel del amigo de Beaver, Richard Rickover, durante las dos últimas temporadas de Leave It to Beaver (1960–62). Como adolescente, Correll se hizo amigo íntomo del legendario actor de cine mudo Harold Lloyd y su familia, y realizó voluntariado para ayudar a Lloyd a preservar y archivar las extensas películas. Continúa este trabajo hoy, y está acreditado como archivista jefe para el Lloyd Trust. Él ha compartido su conocimiento enciclopédico del trabajo y vida de Lloyd en entrevistas y comentarios para el lanzamiento en 2005 de las películas de Lloyd en DVD, y en el documental de 1991 The Third Genius.
Correll ha dirigido episodios de The Suite Life on Deck, The Suite Life of Zack & Cody, Family Matters, What I Like About You, That's So Raven, So Little Time, The Amanda Show, The Hogan Family, Yes, Dear, Two of a Kind y muchas otras series. También es el cocreador de Disney Channel Original Series, Hannah Montana.
En 1961, Richard Correll como Richard y Roberta Shore como Joyce actuaron en Ozzie and Harriet.

En 2010, Correll demandó a Disney por terminación injusta y alegó impago de los royalties creativos para Hannah Montana.

## Filmografía

### Actor
- The DuPont Show with June Allyson (1 episodio, 1960)
- The Dick Powell Show (1 episodio-1961)
- Leave It to Beaver (36 episodios, 1960–1962)
- The Adventures of Ozzie and Harriet (3 episodios,1960-1961)
- The Blue Angels (1 episodio- 1961)
- The Betty Hutton Show (3 episodios-1959-1960)
- Bonanza (1 episodio, 1961)
- Lassie (5 episodios, 1961-1964)
- National Velvet (3 episodios, 1961–1962)
- The Many Loves of Dobie Gillis (1 episodio, 1962)
- Still the Beaver (Película para televisión, 1984)
- The New Leave It to Beaver (4 episodios, 1984)
- Family Matters (2 episodios,1996-1997)
- The Suite Life of Zack & Cody (2007, 2 episodios)

### Productor
- Bosom Buddies (Piloto, 1980)
- Police Squad! (6 episodios, 1982)
- The Hogan Family (51 episodios, 1986-1989)
- Full House (Piloto, 1987)
- Step by Step (71 episodios, 1991-1995)
- Mostly Ghostly: Have You Met My Ghoulfriend? (2014) (productor ejecutivo)

### Guionista
- Happy Days (5 episodios- 1982)
- Hannah Montana (100 episodios, 2006–2008)
- Mostly Ghostly: Who Let the Ghosts Out? (2008)
- Hannah Montana: The Movie (2009)
- Mostly Ghostly: Have You Met My Ghoulfriend? (2014)

### Director
- Ski Patrol (1990)
- The Hogan Family (1987–1990, 31 episodios)
- Going Places (Episodios desconocidos, 1990–1991)
- The Family Man (8 episodios, 1990)
- Perfect Strangers (4 episodios, 1990)
- Scorch (1 episodio, 1992)
- Full House (4 episodios, 1987–1992)
- Getting By (Episodios desconocidos, 1993)
- Sister, Sister (Piloto-1994)
- On Our Own (3 episodios, 1994)
- Step by Step (Piloto-1991)
- Step by Step (36 episodios, 1991–1995)
- Kirk (10 episodios, 1995)
- Brotherly Love (Episodios desconocidos, 1995)
- Life with Roger (8 episodios, 1996)
- Girls Across the Lake (Episodios desconocidos, 1997)
- Married... with Children (1 episodio, 1997)
- Meego (12 episodios, 1997)
- Family Matters (78 episodios, 1989–1998)
- Holding the Baby (6 episodios, 1998)
- Two of a Kind (14 de los 22 episodios, 1998-1999)
- Scorch (Piloto - 1998)
- Guys Like Us (12 episodios, 1998)
- The Norm Show (Episodios desconocidos, 1999)
- Grown Ups (11 episodios, 1999)
- The Amanda Show (6 episodios, 2000–2001)
- Yes, Dear (3 episodios, 2000–2001)
- So Little Time (12 episodios, 2001–2002)
- Reba (1 episodio, 2002)
- All That (7 episodios, 2003)
- That's So Raven (36 episodios, 2003–2006)
- What I Like About You (2 episodios, 2004)
- The Suite Life of Zack & Cody (58 episodios, 2005–2008)
- Arwin! (Piloto de Disney Channel no vendido, 2007)
- Hannah Montana (24 episodios, 2007–2008)
- Cory in the House (9 episodios, 2007–2008)
- The Suite Life on Deck (22 episodios, 2008)
- Mostly Ghostly: Who Let the Ghosts Out? (Película para televisión, 2008)
- I'm in the Band (2 episodios, 2010)
- Are We There Yet? (2 episodios, 2011)
- How to Rock (3 episodios, 2011)
- A.N.T. Farm (18 episodios, 2012)
- See Dad Run (13 episodios, 2012-presente)
- Jessie  (22 episodios 2012-presente)
- Liv and Maddie (3 episodios 2014-presente)
- The Partnership (3 episodios, 2014 - presente)
- Austin & Ally  (2 episodios, 2013–presente)
- Mighty Med (3 episodios, 2014–presente)
- K.C. Undercover (2 episodes, 2015)
- Lab Rats (1 episode, 2015)
- Bunk'd  (11 episodes, 2015–2017)
- Fuller House (34 episodes, 2016–2020)
- Raven's Home (5 episodes, 2019-2020)
- The Girl Who Believes in Miracles (2021)